# Andreas Novak
Andreas Novak (* 17. Jänner 1958 in Wien) ist ein österreichischer Journalist, Dokumentarfilmer und Publizist.

## Leben
Novak studierte Publizistik und Theaterwissenschaften. Seit 1980 ist er für den ORF tätig. Zunächst arbeitete er in der Parlamentsredaktion, später dann für 10 vor 10, Abendstudio, Inlandsreport, Compass, Heimat, fremde Heimat, Am Schauplatz, Modern Times und Zeit im Bild (1 und 2). Er ist Wissenschaftsredakteur und verantwortlich für zahlreiche zeitgeschichtliche Dokumentationen.

## Filmografie (Auswahl)
- 1989: Ein Toter führt uns an
- 2000: Ein ganz normaler Arzt
- 2005: Die Alliierten in Österreich
- 2008: Der „Anschluss“
- 2009: Der Zweite Weltkrieg
- 2011: Blutiger Februar 1934
- 2012: Jahrzehnte in Rot-Weiß-Rot

## Schriften (Auswahl)
- „Salzburg hört Hitler atmen“. Die Salzburger Festspiele 1933–1944. DVA, München 2005, ISBN 3-421-05883-0.
- Andreas Novak, Oliver Rathkolb: Die Macht der Bilder: 50 Jahre Rundfunkreform. Kral Verlag, Berndorf 2017, ISBN 978-3-99024-710-5.

## Auszeichnungen
- 1989: Fernsehpreis der Volksbildung/Erwachsenenbildung für Hohes Haus – extra – Ein Toter führt uns an[2]
- 1999: Fernsehpreis der Volksbildung/Erwachsenenbildung für die Brennpunkt-Dokumentation Blutiger Februar 1934[2]
- 2000: Dr.-Karl-Renner-Publizistikpreis für die TV-Dokumentation Ein ganz normaler Arzt über Heinrich Gross[3][4]
- 2007 Kardinal-Innitzer-Preis (Würdigungspreis für wissenschaftlich fundierte Publizistik)
- 2010: Erasmus EuroMedia Award/Spezial Award
- 2011: Willy und Helga Verkauf-Verlon Preis
- 2012: Fernsehpreis der Volksbildung/Erwachsenenbildung für die Gestaltung von Jahrzehnte in Rot-Weiß-Rot[2]
- 2012/13: Österreichischer Staatspreis für Wissenschaftspublizistik[5]
- 2016: Axel-Corti-Preis[6]
- 2016: Fernsehpreis der Österreichischen Erwachsenenbildung für Menschen & Mächte[7]
- 2017: Franz-Grabner-Preis für Menschen & Mächte – Flucht in die Freiheit[8]